# Matthias Maurer
Matthias Maurer (Sankt Wendel, 18 marzo 1970) è un astronauta tedesco. Ha partecipato alla missione spaziale SpaceX Crew-3 di sei mesi a bordo della Stazione spaziale internazionale per l'Expedition 66.

## Carriera
Maurer si è laureato presso il Gymnasium Wendalinum di Sankt Wendel, nella Saarland, nel 1989. Ha poi iniziato il suo servizio civile obbligatorio come paramedico presso il servizio di emergenza del Malteser. Successivamente ha studiato scienza e tecnologia dei materiali presso la Università della Saarland, Germania, l'EEIGM (École européenne d'ingénieurs en génie des matériaux, "European School for Materials Technology", parte dell'Université de Lorraine) a Nancy, Francia, l'Università di Leeds, Regno Unito, e presso l'Università politecnica della Catalogna (Universitat Politècnica de Catalunya) a Barcellona, Spagna. Dal 1999 al 2004, Maurer ha conseguito il dottorato presso l'Istituto di scienze dei materiali della RWTH, in Germania, dove ha conseguito il dottorato in ingegneria Dr.-Ing. La sua tesi dal titolo "Compositi leggeri in schiuma di alluminio con rivestimenti termicamente spruzzati" gli è valsa diversi premi scientifici. Dopo aver completato il dottorato, Maurer ha intrapreso un lungo viaggio intorno al mondo. Nel 2006, Maurer ha completato con successo un ulteriore corso di studi in economia presso l'Università di Hagen con un MBA in management.
Maurer detiene diversi brevetti nel campo della scienza dei materiali e dell'ingegneria dei materiali. Parla correntemente quattro lingue (tedesco, inglese, spagnolo, francese) e come parte della sua formazione da astronauta, sta anche seguendo un corso intensivo di lingue in russo e cinese.

## Carriera da astronauta
Maurer si è presentato all'Agenzia spaziale europea come astronauta nel 2008 con quasi 8500 altri candidati ed è stato uno dei dieci a superare la procedura di selezione, ma inizialmente non è stato nominato per il Corpo astronauti europeo. Nel 2010 ha iniziato a lavorare per l'Agenzia spaziale europea come ingegnere di supporto all'equipaggio ed eurocom per il team di controllo di volo Columbus presso l'Centro europeo per gli astronauti (EAC) di Colonia, in Germania. Prima di entrare formalmente nell'European Astronaut Corps nel luglio 2015, Maurer ha assunto un ruolo guida nei progetti dell'ESA Astronaut Center per prepararsi ai futuri voli spaziali e alle operazioni lunari con nuovi partner internazionali ed estendere l'esperienza di esplorazione umana dell'Agenzia oltre la Stazione spaziale internazionale.
Nel 2014 ha preso parte al programma ESA ESA CAVES e nel 2016 ha fatto parte della missione analogica NEEMO, un programma di addestramento subacqueo per i futuri equipaggi della ISS in Florida. Nel marzo 2018, ha ottenuto la certificazione per eseguire EVA legate alla Stazione spaziale internazionale nella tuta spaziale americana EMU. Nel 2018 si è anche diplomato con successo sia dall'addestramento di base degli astronauti che dall'addestramento pre-assegnazione e quindi ha ottenuto la piena certificazione per andare nello spazio.
Il 12 maggio 2020 è arrivato al Johnson Space Center in Texas insieme all'astronauta dell'ESA Thomas Pesquet e ai cosmonauti russi Sergej Ryžikov, Sergej Kud'-Sverčkov, Oleg Novickij e Pëtr Dubrov per l'addestramento durante la Pandemia di COVID-19.

### SpaceX Crew-3
Nel dicembre 2020 venne assegnato ufficialmente alla missione SpaceX Crew-3 sulla Stazione spaziale internazionale per l'Expedition 66. Durante la missione assumerà il ruolo di specialista di missione del veicolo spaziale Crew Dragon Endurance. Il lancio è avvenuto l'11 novembre 2021 dal Kennedy Space Center.